# 24-я авиационная дивизия дальнего действия
24-я авиационная дивизия дальнего действия (24-я ад дд) — авиационное соединение Военно-Воздушных сил (ВВС) Вооружённых Сил РККА дальней бомбардировочной авиации, принимавшее участие в боевых действиях Великой Отечественной войны.

## История наименований дивизии
- 52-я авиационная дивизия;
- 52-я дальняя бомбардировочная авиационная дивизия;
- 52-я дальне-бомбардировочная авиационная дивизия;
- 24-я авиационная дивизия дальнего действия;
- 3-я гвардейская авиационная дивизия дальнего действия;
- 3-я гвардейская авиационная Днепропетровская дивизия дальнего действия;
- 13-я гвардейская бомбардировочная авиационная Днепропетровская дивизия;
- 13-я гвардейская бомбардировочная авиационная Днепропетровско-Будапештская ордена Суворова дивизия;
- 13-я гвардейская тяжёлая бомбардировочная авиационная Днепропетровско-Будапештская ордена Суворова дивизия.

## История и боевой путь дивизии

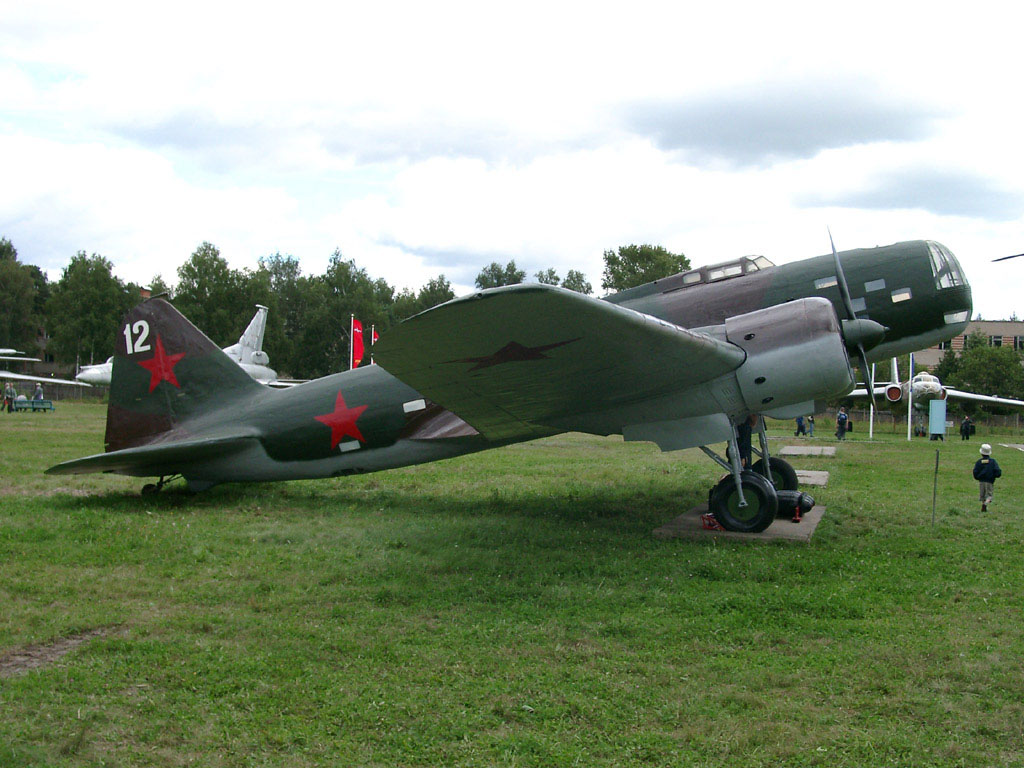
ДБ-3Ф дивизии

24-я авиационная дивизия дальнего действия сформирована 5 марта 1942 года на самолётах ДБ-3ф в соответствии с Постановлением ГКО СССР № ГКО-1392сс от 5 марта 1942 года на базе 52-й дальне-бомбардировочной авиационной дивизии. Командиром дивизии был назначен генерал-майор авиации А. М. Дубошин. С 6 марта дивизия вошла в состав Авиации дальнего действия СССР, находящейся в непосредственном подчинении Верховного Главнокомандования.
В составе авиации дальнего действия дивизия с марта 1942 года наносила удары по железнодорожным узлам Орла, Курска и Харькова. 10 июля дивизия была перебазирована на аэродромы Платоновка и Кирсанов (Тамбовская область), а 15 июля часть экипажей дивизии направлена в Монино для нанесения ударов по Берлину.
С 12 мая 1942 года по 29 мая 1942 года дивизия принимала участие Харьковской операции
В ходе Сталинградской битвы полки дивизии с сентября наносили удары по железнодорожным узлам Ростова-на-Дону, Сальска, Шахты, Каменска, Котельникова, Миллерово, по аэродромам Морозовский и Тацинская. В октябре дивизия привлекалась для нанесения ударов по аэродромам противника в районах Обливская, Сталино, по железнодорожному узлу Морозовская. С 10 ноября дивизия бомбила окраины Сталинграда, населённые пункты Воропоново, Гумрак, Городище, Ельшанку, Карповку и другие, поддерживая наступающие войска Юго-Западного, Донского и Воронежского фронтов. По завершении Сталинградской операции полки дивизии вернулись на свои аэродромы: Липецк и Грязи.
За мужество и героизм личного состава в борьбе с немецко-фашистскими захватчиками и успешное выполнение заданий командования в соответствии с Приказом НКО № 138 от 26 марта 1943 года 24-й авиационной дивизии дальнего действия присвоено наименование гвардейской и она стала именоваться „3-я гвардейская авиационная дивизия дальнего действия“.

### В действующей армии
В составе действующей армии дивизия находилась с 5 марта 1942 года по 26 марта 1943 года.

### Командир дивизии
| Звание                | Имя                        | Период                                  | Примечание                                                           |
| --------------------- | -------------------------- | --------------------------------------- | -------------------------------------------------------------------- |
| Генерал-майор авиации | Дубошин Алексей Михайлович | 5 марта 1942 года — апрель 1942 года    | убыл заместителем командующего ВВС Дальневосточного фронта по ДБА    |
| Подполковник          | Бицкий Борис Владимирович  | апрель 1942 года — 15 марта 1943 года   | с 30 марта 1942 года — заместитель командира дивизии, ВРИД командира |
| Полковник             | Бровко Иван Карпович       | 15 марта 1943 года — 26 марта 1943 года | ВРИД командира                                                       |

### В составе объединений
| Дата          | Армия                     |
| ------------- | ------------------------- |
| 06.03.1942 г. | Авиация дальнего действия |
| 26.03.1943 г. | Авиация дальнего действия |

## Части и отдельные подразделения дивизии
За весь период своего существования боевой состав дивизии оставался постоянным:
| Период                     | Наименование                                   | Вооружение                                                    |
| -------------------------- | ---------------------------------------------- | ------------------------------------------------------------- |
| 06.03.1942 — 25.03.1942 г. | 51-й дальний бомбардировочный авиационный полк | Ил-4, переименован в 749-й авиационный полк дальнего действия |
| 06.03.1942 — 25.03.1942 г. | 98-й дальний бомбардировочный авиационный полк | Ил-4, переименован в 752-й авиационный полк дальнего действия |
| 25.03.1942 — 26.03.1943 г. | 749-й авиационный полк дальнего действия       | Ил-4, переименован в 9-й гв. ап дд                            |
| 25.03.1942 — 26.03.1943 г. | 752-й авиационный полк дальнего действия       | Ил-4, переименован в 10-й гв. ап дд                           |

## Присвоение гвардейских званий
За мужество и героизм личного состава в борьбе с немецко-фашистскими захватчиками и успешное выполнение заданий командования
- 24-й авиационной дивизии дальнего действия в соответствии с Приказом НКО № 138 от 26 марта 1943 года присвоено наименование гвардейской и она стала именоваться „3-я гвардейская авиационная дивизия дальнего действия“.
- 749-й авиационный полк дальнего действия в соответствии с Приказом НКО № 137 от 26 марта 1943 года переименован в 9-й гвардейский авиационный полк дальнего действия.
- 752-й авиационный полк дальнего действия в соответствии с Приказом НКО № 137 от 26 марта 1943 года переименован в 10-й гвардейский авиационный полк дальнего действия.

## Отличившиеся воины дивизии
- Барашев Дмитрий Иванович, старший лейтенант, командир звена 752-го авиационного полка дальнего действия 24-й авиационной дивизии дальнего действия Указом Президиума Верховного Совета СССР от 25 марта 1943 года удостоен звания Герой Советского Союза. Золотая Звезда № 837.
- Захаров Сергей Иванович, старший лейтенант, командир звена 752-го авиационного полка дальнего действия 24-й авиационной дивизии дальнего действия Указом Президиума Верховного Совета СССР от 25 марта 1943 года удостоен звания Герой Советского Союза. Золотая Звезда № 838.
- Литвин Иван Тимофеевич, капитан, штурман экипажа 749-го авиационного полка дальнего действия 24-й авиационной дивизии дальнего действия Указом Президиума Верховного Совета СССР от 25 марта 1943 года удостоен звания Герой Советского Союза. Золотая Звезда № 912.
- Петров Александр Фёдорович, старший лейтенант, штурман звена 752-го авиационного полка дальнего действия 24-й авиационной дивизии дальнего действия Указом Президиума Верховного Совета СССР от 25 марта 1943 года удостоен звания Герой Советского Союза. Золотая Звезда № 839.
- Сенько Василий Васильевич, младший лейтенант, штурман звена 752-го авиационного полка дальнего действия 24-й авиационной дивизии дальнего действия Указом Президиума Верховного Совета СССР от 25 марта 1943 года удостоен звания Герой Советского Союза. Золотая Звезда № 840.
- Тесаков Николай Фёдорович, младший лейтенант, лётчик 749-го авиационного полка дальнего действия 24-й авиационной дивизии дальнего действия Указом Президиума Верховного Совета СССР от 25 марта 1943 года удостоен звания Герой Советского Союза. Золотая Звезда № 841.
- Чистов Борис Петрович, старший лейтенант, лётчик 749-го авиационного полка дальнего действия 24-й авиационной дивизии дальнего действия Указом Президиума Верховного Совета СССР от 25 марта 1943 года удостоен звания Герой Советского Союза. Золотая Звезда № 910.